# Anilocra occidentalis
Anilocra occidentalis är en kräftdjursart som beskrevs av Richardson 1899. Anilocra occidentalis ingår i släktet Anilocra och familjen Cymothoidae. Inga underarter finns listade i Catalogue of Life.